# Gjirokastër
Gjirokastër ou Gjirokastra est une municipalité du sud de l'Albanie et le chef-lieu de la préfecture du même nom. Elle est située à 142 km au sud de Tirana. Sa population s'élevait à 25 301 habitants en 2011.
Elle est inscrite depuis 2005 sur la liste du patrimoine mondial de l'UNESCO.

## Toponymie
- en albanais : Gjirokastër [gjiɾoˈkastəɾ] et Gjirokastra,
- en grec : Αργυρόκαστρο, Argyrókastro,
- en italien : Argirocastro
- en turc : Ergiri
- en aroumain : Liurocastru.

## Géographie
Située par la route à 215 km au sud de Tirana et à 36 km de la frontière avec la Grèce, Gjirokastër s’étend des pentes de Mali i Gjerë (« la Grande Montagne ») pour la partie ancienne jusqu'aux rives du Drino pour les quartiers modernes.

## Histoire

### Origines
Sur le site de Gjirokastër, on a trouvé des traces d'habitations datant du Ier siècle av. J.-C., sur les pentes du Mali i Gjerë. La ville fut probablement construite autour d'un château vers le XIIe siècle. À l'époque byzantine, elle était nommée Argyrópolis (« ville argentée », en grec Αργυρόπολις) ou Argyrókastron (« citadelle argentée », en grec Αργυρόκαστρον).
La ville faisait partie du despotat d'Épire au XIVe siècle avant de passer sous domination ottomane en 1417. Au XVIIe siècle, Argyrókastro rayonnait avec son bazar où l'on commerçait broderies, soieries et produits laitiers du pastoralisme. Elle fut prise en 1811 par Ali Pacha de Janina, gouverneur albanais doté d'un grande autonomie, qui développa les défenses de la ville et fit construire un aqueduc de 10 kilomètres de long pour approvisionner en eau potable la citadelle. Cet aqueduc fut démoli en 1932.

### Époque moderne
À la fin du XIXe siècle, la ville devint un centre de résistance à la domination turque. Habitée par une population mi-albanaise musulmane, mi-grecque orthodoxe, Argyrókastro a été revendiquée par les Grecs dans la première moitié du XXe siècle et au cours de la Première Guerre balkanique (1912-1913). En 1914, Georgios Christakis-Zographos, alors ministre des Affaires étrangères de Grèce, proclama Argyrókastro capitale de la République autonome d'Épire du Nord. Mais pendant la Première Guerre mondiale, celle-ci fut occupée par des troupes françaises avant de revenir à l'Albanie en 1920. Durant la Seconde Guerre mondiale, la ville passa sous contrôle italien en 1939, puis grec en décembre 1940, allemand en 1941, et à nouveau albanais, cette fois communiste, en 1944.
Le gouvernement communiste de l'après-guerre interdit toute forme de liberté de culte et culturelle, mais préserva l'architecture traditionnelle parce que Gjirokastër est la ville natale de Enver Hoxha, premier secrétaire du Parti du travail d'Albanie, qui y naquit en 1908. Dans le cadre du culte de la personnalité de Hoxha, Gjirokastër fut élevée par le régime au rang de « ville-musée », ce qui n'empêcha pas de nombreux problèmes économiques, dévoilés par la fin du régime communiste en 1991. Il y eut aussitôt d'importants mouvements d'émigration, principalement vers la Grèce et l'Italie. Le point d'orgue se situa en mars 1997 avec l'effondrement des pyramides spéculatives ou chaîne de Ponzi, sous la présidence de Sali Berisha. S'ensuivirent une grande insécurité et un début de guerre civile. De violentes manifestations anti-gouvernementales — surtout dans l'Albanie du sud et particulièrement à Gjirokastër — provoquèrent la démission du président. Le 16 décembre 1997, un attentat détruisit la maison natale d'Hoxha, sans que l'on retrouve les auteurs.
Après cette période troublée, un nouveau décollage économique est favorisé par la présence d'une forte minorité grecque et des accords bilatéraux entre l'Albanie et la Grèce, basés sur le « Pacte d'amitié, de coopération, de bon voisinage et de sécurité » signé en 1996. Il s'agit d'un accord de coopération économique, industrielle, technique et scientifique.
À titre d'exemple, l'accord en 2004 sur la construction et la mise en service de l'hôpital militaire de Gjirokastër.

## Culture

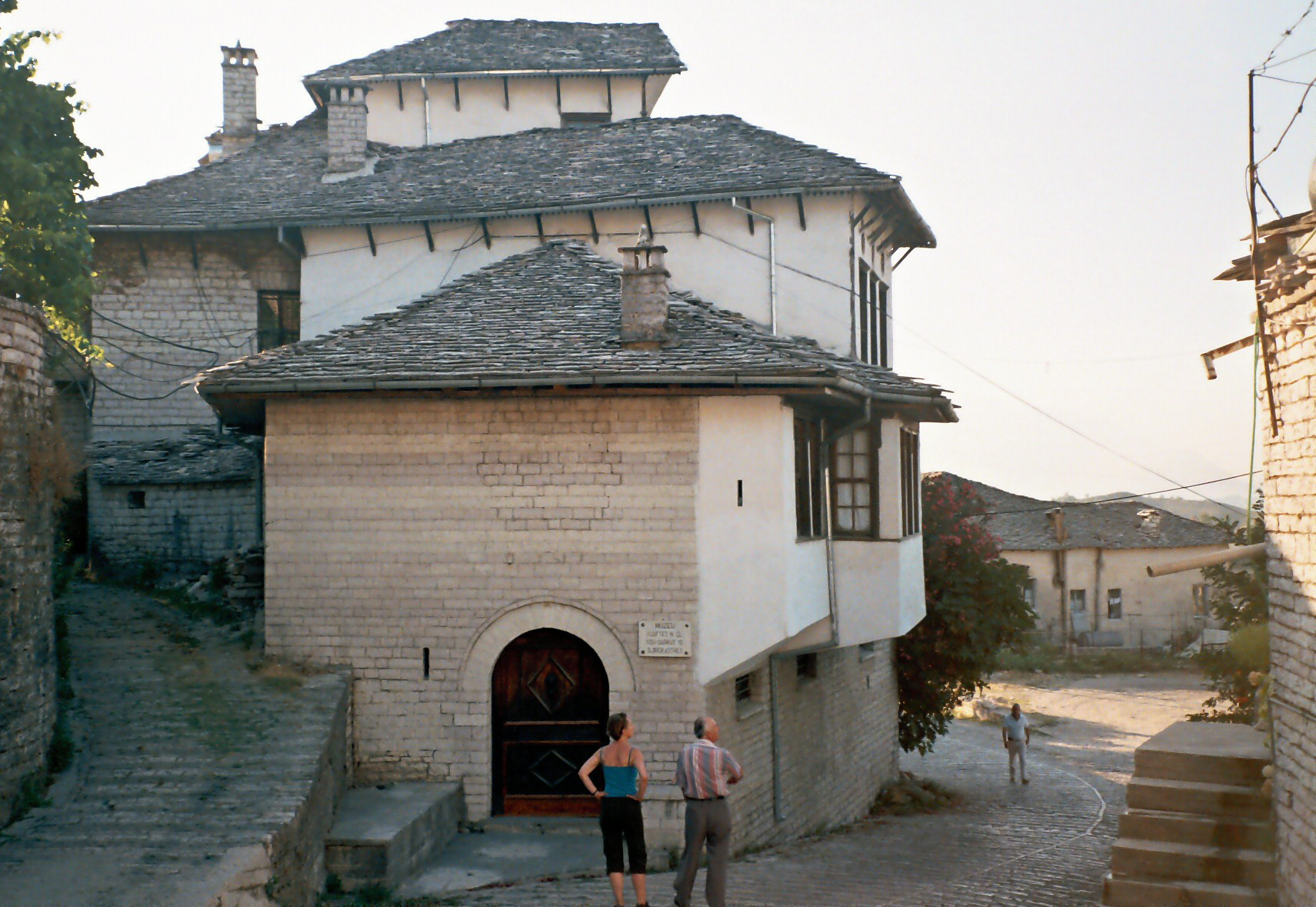
La maison natale de Enver Hoxha.

La ville avait postulé à l'inscription au Patrimoine mondial dès 1988 mais elle avait essuyé un refus compte tenu d'un nombre trop important de constructions modernes dans le quartier historique.
Elle remplit les critères III et IV de l'UNESCO : d'une part « la vieille ville de Gjirokastra est le témoignage exceptionnel d'une société et d'un mode de vie pérennes et presque disparus, influencés par la culture et la tradition de l'islam à l'époque ottomane » et d'autre part « la ville historique de Gjirokastra est un exemple rare de ville ottomane bien préservée, construite par des fermiers propriétaires de grands domaines, autour de la citadelle du XIIIe siècle ». L'architecture se caractérise par la construction de maisons à encorbellement, les « koulas » typiques des Balkans, qui s'étagent en pente dans les anciens quartiers de Mali i Gjerë : ces maisons font penser à de petites forteresses groupées, comportant généralement un rez-de-chaussée surélevé, un premier étage utilisé à la saison froide et un deuxième étage servant pour la saison chaude. L'intérieur est orné de riches décorations et de motifs floraux peints, en particulier dans les espaces réservés à l'accueil des visiteurs. Le toit est recouvert de lauzes grises.
Depuis 1968, le festival folklorique national de Gjirokastër rassemble les formations artistiques musicales instrumentales et folkloriques de tout le pays mais aussi des pays limitrophes où vivent des minorités albanaises.
En raison de la présence de la communauté grecque, on trouve dans la région de Gjirokastër des panneaux de signalisation routière bilingue (albanais/grec).
Gjirokäster, quoique la ville ne soit jamais nommément citée, est le sujet principal d'un roman en grande partie autobiographique d'Ismaïl Kadaré : Kronikë në gur, 1971: « C'était une ville perchée, peut-être la plus penchée au monde, qui avait bravé toutes les lois de l'architecture et de l'urbanisme. Le faîte d'une maison y effleurait parfois les fondations d'une autre et c'est sûrement le seul lieu au monde où, si l'on glisse sur le côté d'une rue, on risque de se retrouver sur un toit. […] En marchant dans la rue, on pouvait par endroits, en étendant un peu le bras, accrocher son chapeau à la pointe d'un minaret. Bien des choses y étaient bizarres et beaucoup d'autres semblaient appartenir au royaume des songes ».

## Économie

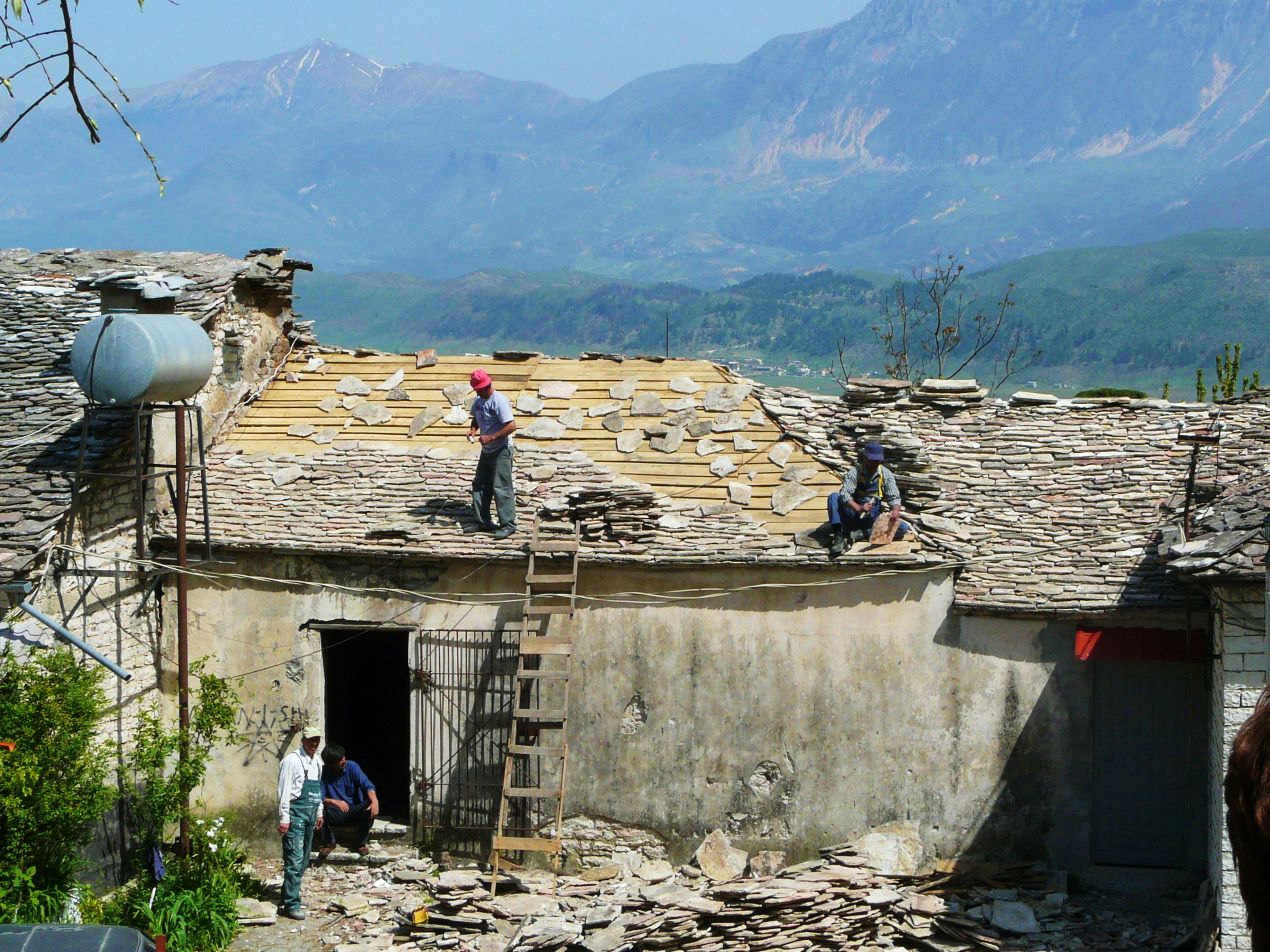
Restauration du toit d'une maison traditionnelle

Gjirokastër est principalement un centre commercial avec certaines industries, notamment la production de denrées alimentaires, de cuir et de textiles. Un marché agricole régional, qui échange des produits alimentaires locaux, est récemment construit dans la ville. Étant donné le potentiel du sud de l'Albanie à fournir des produits cultivés biologiquement et ses relations avec les homologues grecs de la ville voisine de Ioannina, il est probable que le marché se consacre à l’agriculture biologique à l’avenir. Cependant, l'enregistrement des marques et la commercialisation de tels produits restent loin des normes européennes. La chambre de commerce de la ville, créée en 1988, promeut le commerce avec les zones frontalières grecques. Dans le cadre du soutien financier de la Grèce à l'Albanie, les Forces armées grecques construisent un hôpital dans la ville.
Ces dernières années, de nombreuses maisons traditionnelles sont restaurées et leurs propriétaires incités à revenir, ce qui revitalise le tourisme comme source potentielle de revenus pour l'économie locale,,,. Cependant, certaines maisons continuent de se dégrader faute d'investissement, en raison de l'abandon ou de rénovations inappropriées, les artisans locaux n'étant pas impliqués dans ces projets. 
En 2010, à la suite de la crise économique grecque, la ville est l’une des premières zones d’Albanie à souffrir, de nombreux émigrants albanais en Grèce devenant sans emploi et revenant donc chez eux.

## Infrastructures

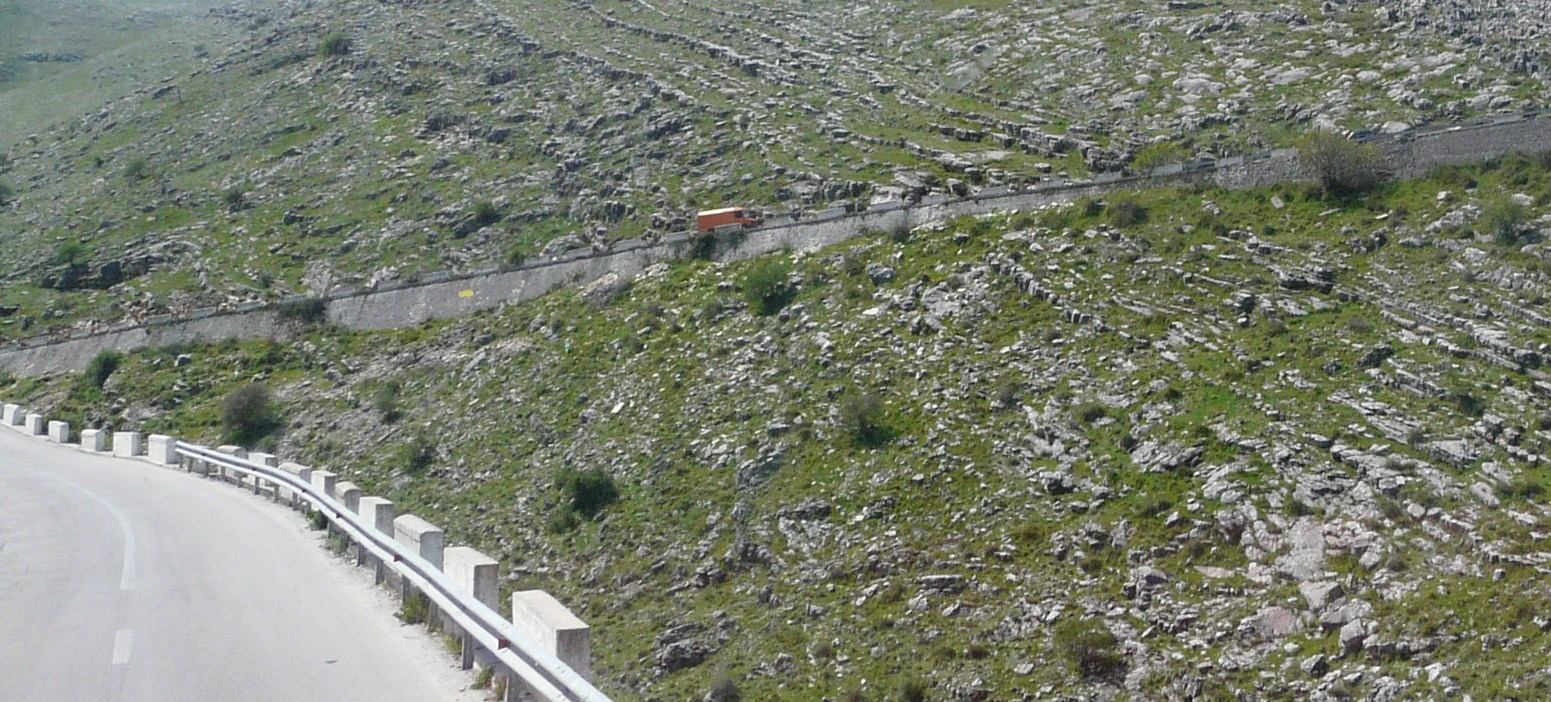
Route de montagne SH78 près du col de Muzina reliant la côte

Gjirokastër est desservie par la route nationale 4, qui la relie à Tepelenë au nord et à la région de Dropull ainsi qu’à la frontière grecque située à 30 km au sud.

### Éducation
La première école de la ville, une école de langue grecque, est construite en 1663. Elle est financée par des commerçants locaux et fonctionne sous la supervision de l’évêque local. En 1821, lorsque la Guerre d'indépendance grecque éclate, elle est détruite, mais elle rouvre en 1830,. En 1727, une madrasa commence à fonctionner dans la ville et elle opère sans interruption pendant 240 ans, jusqu’en 1967, date à laquelle elle ferme en raison de la Révolution culturelle appliquée dans l’Albanie communiste. En 1861–1862, une école de langue grecque pour filles est fondée, financée par le bienfaiteur grec local Christakis Zografos (en). La première école albanaise de Gjirokastër ouvre en 1886. Aujourd’hui, la ville compte 14 écoles en langue albanaise et deux écoles bilingues albanais-grec,,,.
La ville abrite l’Université Eqrem Çabej (en), qui ouvre ses portes en 1968. L’université connaît récemment une faible fréquentation et, par conséquent, les départements de physique, de mathématiques, de biochimie et d’éducation préscolaire ne fonctionnent pas durant l’année universitaire 2008–2009. En 2006, la création d’une seconde université à Gjirokastër, en langue grecque, est décidée après des discussions entre les gouvernements albanais et grec. Le programme accueille 35 étudiants en 2010, mais il est brusquement suspendu lorsque l’Université d'Ioannina en Grèce refuse de fournir des enseignants pour l’année scolaire 2010 et que le gouvernement grec ainsi que la fondation Latsis retirent leur financement.

## Patrimoine

### Édifices civils
- La citadelle datant du XVIIIe siècle remaniée par Ali Pasha puis le roi Zog Ier ; la partie nord ayant servi de prison sous son règne puis durant le régime communiste.
- Le bazar date du XVIIe siècle ; reconstruit deux siècles plus tard à la suite d’un incendie, il est encore endommagé en 1997 lors des émeutes antigouvernementales.
- L’université, où certaines disciplines sont enseignées en langue grecque.
- Maison Zekate, 1811-1812.

### Édifices religieux
- La mosquée du XVIIIe siècle et deux églises de la même époque, dont l'église de la Sainte-Transfiguration
- L'église de Mesopotamon qui remonte à Constantin IX (1042-1054).
- L’église de Labovë e Kryqit (Xe siècle), dans le village éponyme.
- L'église de la Sainte-Transfiguration
- La basilique paléochrétienne de Goricë (Koritsa), située à proximité.

### Musées
- Le musée militaire à l'intérieur de la citadelle expose des armes anciennes, retrace la résistance communiste face à l'invasion italienne et nazie durant la Seconde Guerre mondiale, ainsi qu'un avion d'observation de l'US Air Force abattu pendant la guerre froide.
- Le musée ethnographique.

### Sites
- Le site archéologique d’Antigonie, dans le village de Saraquinichté.
- Les ruines du site archéologique d'Adrianapolis.
- Le village de Sophratiki.
- Le glissement de terrain de Këllez, reconnu comme zone protégée en 2002.

## Personnalités liées à la ville
- Enver Hoxha (1908-1985), chef d'État, fondateur du Parti communiste albanais
- Ismaïl Kadaré (1936-2024), écrivain
- Selfixhe Ciu (1918-2003), écrivaine, née à Gjirokastër
- Muntaz Dhrami (sq), sculpteur
- Eqrem Çabej (1908-1980), ethnologue
- Andon Zako Çajupi (en), écrivain
- Omer Nishani (1887-1954), le 1er Président du Présidium de l'Assemblée populaire d'Albanie
- Adil Çarçani (1922-1997), ex-Premier Ministre du régime communiste
- Saim Kokona (en), cinématographe
- Musine Kokalari (1917-1983), dissidente anti-communiste
- Pantéleimôn Kotókos (1890-1969), évêque
- Urani Rumbo (1895-1936), féministe, enseignante et dramaturge
- Avni Rustemi (1895-1924), homme politique
- Zihni Sako (sq), écrivain
- Çerçiz Topulli (1880-1915), combattant pour l'indépendance (1912)
- Bajo Topulli (en), combattant pour l'indépendance (1912)
- Haki Toska (en), politicien du régime communiste
- Asim Zeneli (en), combattant antifasciste
- Suzana Zisi (née en 1967), poète
- Fatos Nano (né en 1952), chef du Parti socialiste, Premier ministre.
- Vito Kapo (1922-2020), femme politique et ministre d'Enver Hoxha.

## Galerie

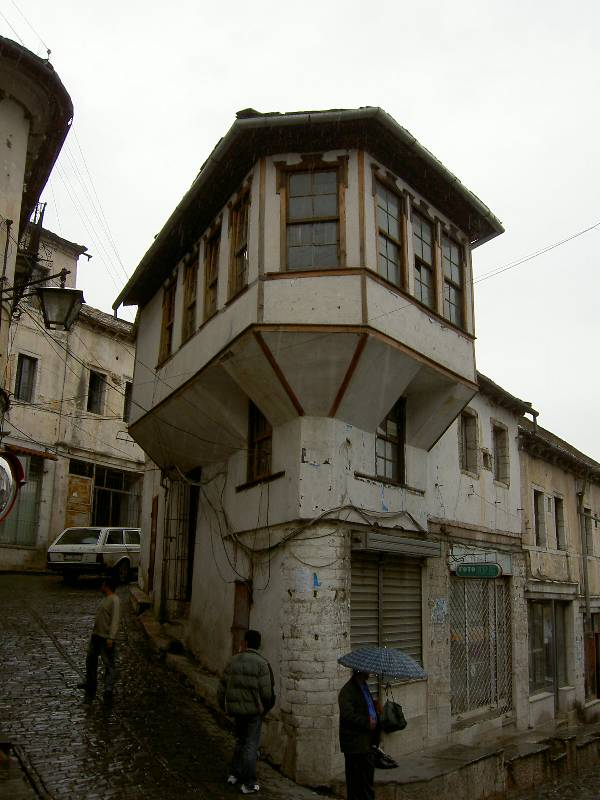
Maison typique à encorbellement
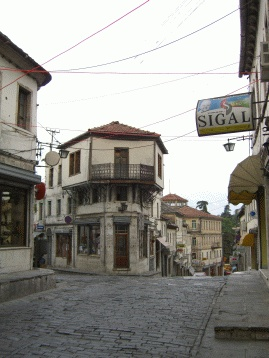
Centre historique
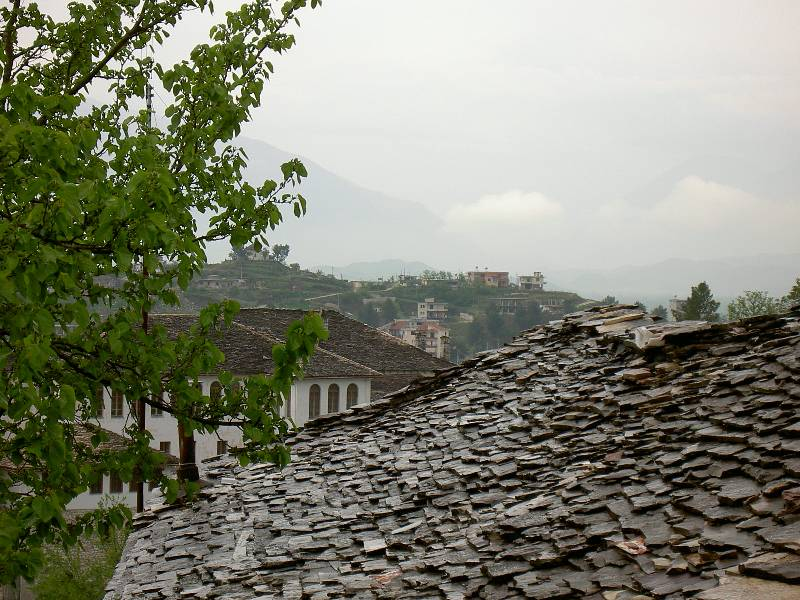
Toits de lauzes grises du centre historique
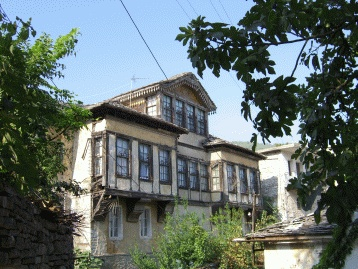
Maison traditionnelle
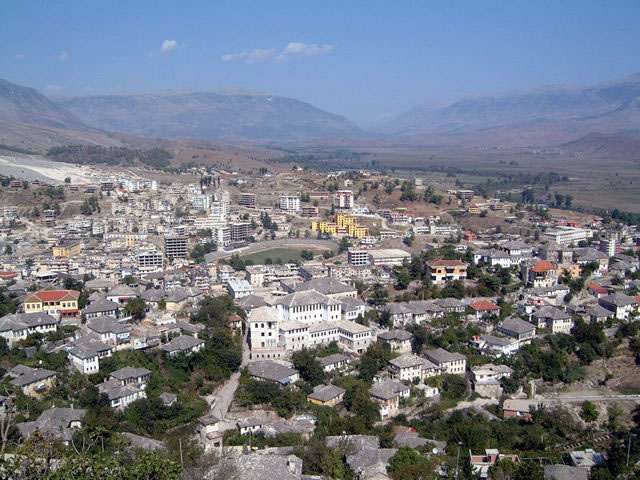
Vue de la ville moderne
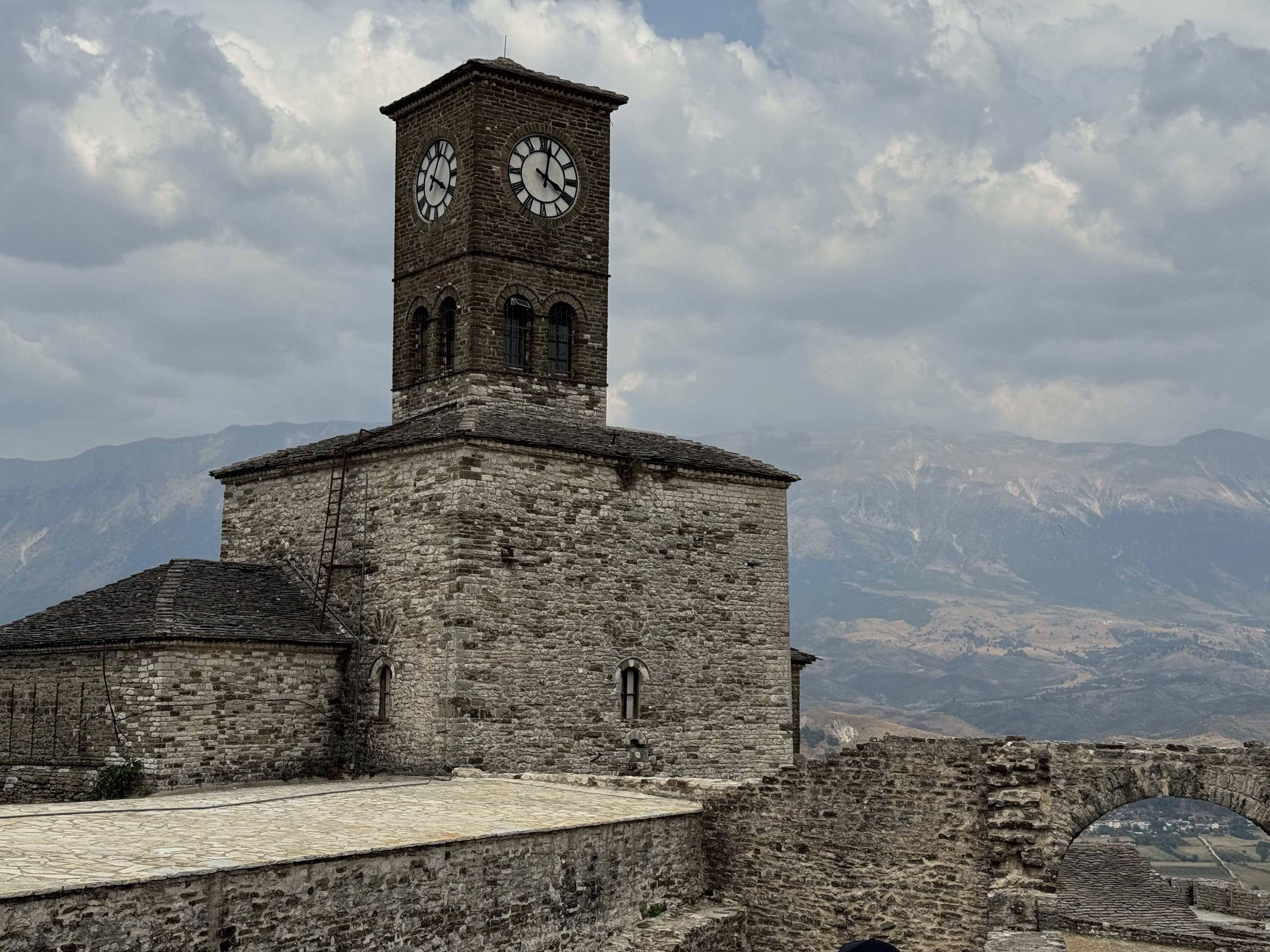
Tour de l'horloge
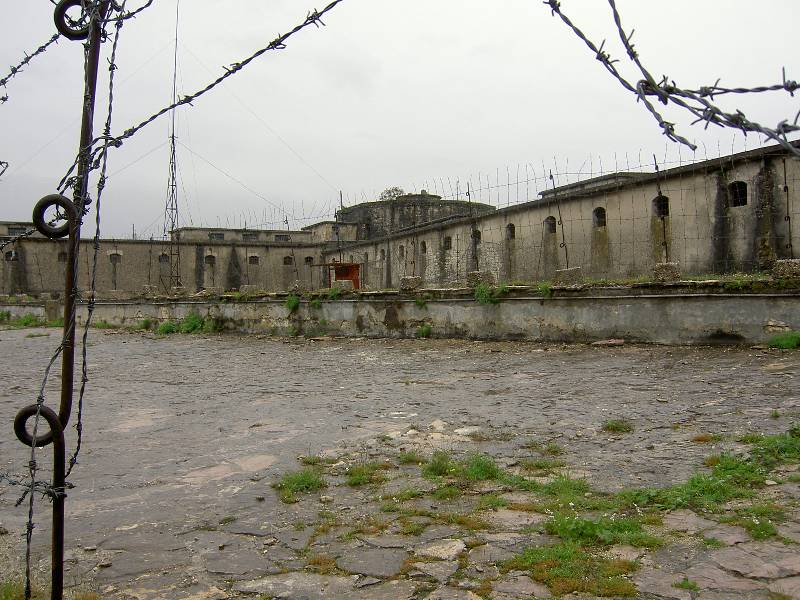
L'ancienne prison où le régime communiste détenait ses prisonniers politiques.